# حلاوة (فلم)
حلاوة هو فيلم مصري تم إنتاجه عام 1949، تأليف إبراهيم عمارة وأبو السعود الإبياري وإخراج إبراهيم عمارة وبطولة ليلى فوزي وكمال الشناوي.

## فريق العمل
إخراج: إبراهيم عمارة
تأليف:
- أبو السعود الإبياري
- إبراهيم عمارة

بطولة:
- ليلى فوزي
- كمال الشناوي
- محمود المليجي
- عزيز عثمان
- حسن فايق
- محمد كمال المصري
- ماري منيب
- لولا صدقي
- سناء سميح
- سامية رشدي
- هدى شمس الدين

## روابط خارجية
- مقالات تستعمل روابط فنية بلا صلة مع ويكي بيانات